# Szállóvendég éjicincér
A szállóvendég éjicincér (Trichoferus campestris) a cincérfélék családjába tartozó, Kelet-Ázsiában őshonos, de Európában és Észak-Amerikában is meghonosodott, lombos és tűlevelű fákon élő bogárfaj. 

## Megjelenése
A szállóvendég éjicincér testhossza 11-28 mm. Előháta felülről nagyjából kerek, szárnyfedőinek oldalvonalai kb. háromnegyedükig párhuzamosak. Színe egyöntetű sötétbarna vagy narancsbarna, lábai és csápjai többnyire kissé világosabbak. Fejét, előhátát és szárnyfedőit sűrű, aranybarna szőrök borítják. Csápjai hosszúak,a hím esetében kb, a testhossz 90%-át, a nősténynél 70%-át teszik ki. A hím előhátának pontozottsága kettős: a nagyobb, ritkásabb pontozás mellett kisebb, sűrűbb is látható. A nőstény előháta nagyobb, sűrűbb szúrásokkal borított. 
Lárvája sárgásfehér, teljesen kifejlődve kb. 30 mm hosszú. Feje barna, kissé lapított.

## Elterjedése és életmódja
Kelet-Ázsiában (Kína, Japán, orosz Távol-Kelet) őshonos, de a 20. század végén a faárukkal gyorsan elterjedt Európában és Észak-Amerikában. Európában egyelőre főleg a keleti országokból jelentették, bár 2013-ban megjelent Nagy-Britanniában is. Magyarországon 1997-ben észlelték először Budapesten, első erdei észlelése 2009-ből származik a Bakonyból.  
Lárvája különféle lombos és tűlevelű fák (főleg alma és eperfa, de cseresznye, őszibarack, nyír, fűz, berkenye, papíreperfa, gledícsia, luc, erdeifenyő, stb. is) beteg, meggyengült vagy elhalt törzsében vagy vastag ágaiban él, a kéreg alatt. Tevékenységével meggyorsítja a fák pusztulását, utat nyit más kórokozóknak, de megtalálható az épületfában is. Fejlődése legalább két évig tart, majd tavasszal a fában bebábozódik. Az imágó júniusig augusztusig rajzik. Éjjel aktív, már nem táplálkozik, főleg tápnövényein tartózkodik. 
Magyarországon nem védett.